# Boncompagno da Signa
Boncompagno da Signa, également Boncompagnus ou Boncompagni né à Signa vers 1165/1175 et mort à Florence après 1240) est un savant, grammairien, historien et philosophe italien.

## Biographie
Né à Signa, près de Florence, entre 1165 et 1175, il est professeur de rhétorique (ars dictaminis) à l'Université de Bologne puis à l'Université de Padoue.
Au début du XIIIe siècle, il est l'un des premiers auteurs d'Europe occidentale à écrire en langue vernaculaire, dans son cas l'italien. Il passe sa carrière à voyager entre Ancône, Venise et Bologne. Il s'est également rendu en France, en Allemagne et à Jérusalem et est mort à Florence.
Il a écrit une histoire du siège de 1173 d'Ancône, son seul travail d'historien.
Rolandino de Padue a été un de ses élèves.
Son penchant pour des blagues élaborées est décrit par Helen Waddell dans The Wandering Scholars (1927).

## Liber de Obsidione Anconae
Les événements du siège d'Ancône de 1173 ont été racontés en 1204 dans le Liber de Obsidione Anconae . Ce livre a surtout fait connaître le sacrifice  de la veuve Stamira, qui a joué un rôle majeur dans le sauvetage de la ville. Il reste trois exemplaires de ce livre, un est conservé au Vatican, le deuxième à la Bibliothèque nationale de Paris et le troisième est resté inédit jusqu'en 1723, date à laquelle il a été acheté par le père Auriberti de Brescia, dont le texte a été traduit et publié par l'historien Ludovico Antonio Muratori en 1725. Au dix-neuvième siècle, cette copie a été vendue et transférée à Cleveland, Ohio.

## Œuvres
- Liber de amicitia
- Ysagoge
- Boncompagnus
- Tractatus virtutum
- Rhetorica novissima
- Libellus de malo senectutis et senis
- Palma
- Oliva
- Cedrum
- Mirra
- Quinque tabulae salutationum
- Rota veneris
- Liber de obsidione Ancone
- Bonus Socius e Civis Bononiae (auteur contesté)

## Sources
- (la) Boncompagno da Signa. 1975. Rota veneris, facs. éd. Fac-similés et réimpressions des chercheurs:  (ISBN 978-0-8201-1137-7).
- (es) Cortijo Ocaña, Antonio. Boncompagno da Signa. El 'Tratado del amor charnel' o 'Rueda de Venus'. Motivos literarios en la tradición sentimental y celestinesca (art. XIII-XVI). Pampelune: Eunsa, 2002.
- (es) Cortijo Ocaña, Antonio. Boncompagno da Signa. La rueda del amor. Los mâles de la vejez y la senectud. La amistad. Madrid: Gredos (Bliblioteca Clásica Gredos), 2005.